# Jørn Ege
Jørn Ege (25. august 1955 – 20. maj 2014) var en dansk læge uddannet fra Københavns Universitet i 1983. Han arbejdede som plastikkirurg og udførte omdiskuterede penisforlængelser og brystforstørrelser, som blev kritiseret for at vansire patienterne. I 2004 gik hans firma, Scandinavian Clinic of Plastic Surgery, konkurs.
Jørn Ege blev i 2005 tiltalt for skattesvig af særlig grov karakter, mandatsvig, skyldnersvig og overtrædelse af våbenloven. Ege flygtede fra Danmark i foråret 2005 og holdt sig skjult, indtil han blev anholdt i Grækenland. Danmark forsøgte at få ham udleveret, men på trods af konventioner om udlevering, afviste den græske højesteret at udlevere Ege til retsforfølgning i Danmark. Ege vendte dog alligevel hjem og blev i marts 2009 idømt to års fængsel. Ege blev atter idømt en fængselsdom, da han den 26. maj 2010 blev dømt for under afsoningen af den første dom at have betalt indbrudstyve for at foretage et tyveri af diverse malerier fra en villa.